# Yang Shuqing
Yang Shuqing (chinesisch 杨树青; * 30. August 1996) ist eine chinesische Geherin. 

## Sportliche Laufbahn
Yang nahm bei den Weltmeisterschaften 2017 in London (Großbritannien) im 50-km-Straßengehen teil. Sie gewann in einer Zeit von 4:20:49 h die Bronzemedaille. Von den sieben Athletinnen am Start erreichten nur vier das Ziel.